# Mabel's Lovers

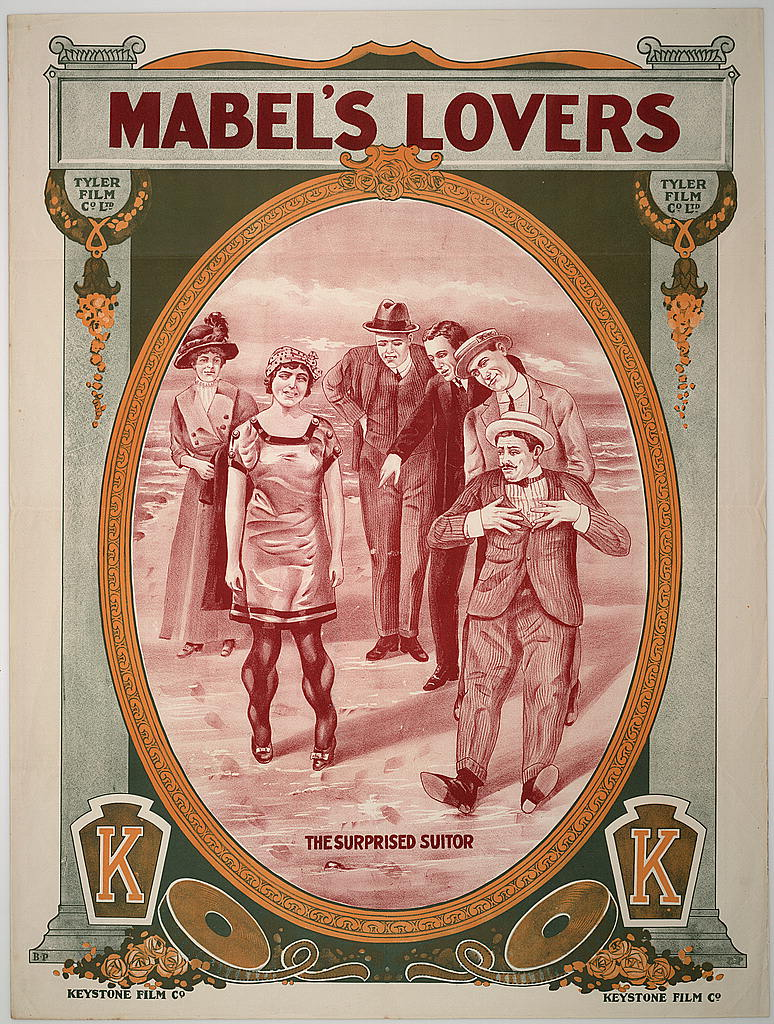
Pòster de la pel·lícula

Mabel's Lovers és una pel·lícula muda de la Keystone dirigida i produïda per Mack Sennett i protagonitzada per Mabel Normand, Ford Sterling i Fred Mace. La pel·lícula, de mitja bobina, es va estrenar conjuntament amb "At It Again" el 4 de novembre de 1912.  Es considera una pel·lícula perduda.

## Argument
Mabel arriba al resort d'estiu i té molts pretendents. Essent molt atractiva, decideix posar a prova els homes. Quan es posa el vestit de bany omple les mitges amb nombrosos bonys que li deformen les cames. Quan es treu l'abric a la platja, en veure les cames tots els homes marxen precipitadament amb l'excepció d'un, Ford Sterling, que l’ha espiat mentre s'estava canviant. Quan torna a aparèixer amb el vestit de bany sense aquelles protuberàncies es produeix la sorpresa entre els pretendents enganyats.

## Repartiment
- Mabel Normand (Mabel)
- Fred Mace (pretendent)
- Ford Sterling (pretendent que espia)
- Alice Davenport (mare de Mabel)